# Čapljan
Čapljan (čapljika, lat. Erodium), rod jednogodišnjeg raslinja i trajnica iz porodice Geraniaceae. Postoji preko 100 vrsta.

## Rasprostranjenost
Raste po svim kontinentima. U Hrvatskoj je prisutno nekoliko vrsta. Najčešći je Erodium cicutarium, a Erodium ciconium, Erodium malacoides i Erodium acaule rastu samo u primorju.

## Vrste
1. Erodium absinthoides Willd.
2. Erodium acaule (L.) Bech. & Thell.
3. Erodium adenophorum Blatt.
4. Erodium aethiopicum (Lam.) Brumh. & Thell.
5. Erodium aguilellae López Udias, Fabregat & G.Mateo
6. Erodium alnifolium Guss.
7. Erodium alpinum (Burm.f.) L'Hér.
8. Erodium amanum Boiss. & Kotschy
9. Erodium × anaristatum Andreas
10. Erodium angustilobum Carolin
11. Erodium anthemidifolium M.Bieb.
12. Erodium arborescens (Desf.) Willd.
13. Erodium asplenioides (Desf.) Willd.
14. Erodium astragaloides Boiss. & Reut.
15. Erodium atlanticum Coss.
16. Erodium aureum Carolin
17. Erodium aytacii Yild. & Dogru-Koca
18. Erodium beketowii Schmalh.
19. Erodium birandianum Ilarslan & Yurdak.
20. Erodium boissieri Coss.
21. Erodium × bolosii Romo
22. Erodium botrys (Cav.) Bertol.
23. Erodium brachycarpum (Godr.) Thell.
24. Erodium carvifolium Boiss. & Reut.
25. Erodium castellanum (Pau) Guitt.
26. Erodium cazorlanum Heywood
27. Erodium cedrorum Schott
28. Erodium celtibericum Pau
29. Erodium cheilanthifolium Boiss.
30. Erodium chevallieri Guitt.
31. Erodium chilense I.M.Johnst.
32. Erodium chium (L.) Willd.
33. Erodium chrysanthum L'Hér.
34. Erodium ciconium (L.) L'Hér.,  dugokljuni čapljan
35. Erodium cicutarium (L.) L'Hér., obični čapljan,  kratkokljuni čapljan, mačak
36. Erodium corsicum Léman ex DC.
37. Erodium crassifolium L'Hér.
38. Erodium crenatum Pomel
39. Erodium crinitum Carolin
40. Erodium crispum Lapeyr.
41. Erodium cyconioides Tzvelev
42. Erodium cygnorum Nees
43. Erodium cyrenaicum (Pamp.) Guitt.
44. Erodium daucoides Boiss.
45. Erodium dimorphum Wendelbo
46. Erodium × fallax Jord.
47. Erodium flexuosum P.H.Davis & J.Roberts
48. Erodium foetidum (L.) L'Hér.
49. Erodium fumarioides Steven
50. Erodium gaillardotii Boiss.
51. Erodium garamantum (Maire) Guitt.
52. Erodium gaussenianum P.Monts.
53. Erodium geoides A.St.-Hil.
54. Erodium glandulosum (Cav.) Willd.
55. Erodium glaucophyllum (L.) L'Hér.
56. Erodium gruinum (L.) L'Hér.
57. Erodium guinochetianum Guitt.
58. Erodium guttatum (Desf.) Willd.
59. Erodium hakkiaricum P.H.Davis
60. Erodium hartvigianum Strid & Kit Tan
61. Erodium hendrikii Alpinar
62. Erodium hesperium (Maire) H.Lindb.
63. Erodium heteradenum (Pau & Font Quer) Guitt.
64. Erodium heterosepalum Blatt.
65. Erodium hoefftianum C.A.Mey.
66. Erodium iranicum El-Oqlah
67. Erodium jahandiezianum Emb., Maire & Weiller
68. Erodium janszii Alarcón & al.
69. Erodium keithii Guitt. & Le Houér.
70. Erodium laciniatum (Cav.) Willd.
71. Erodium lebelii Jord.
72. Erodium leucanthum Boiss.
73. Erodium maculatum Salzm. ex C.Presl
74. Erodium malacoides (L.) L'Hér.,  pužasti čapljan
75. Erodium manescavi Coss.
76. Erodium maritimum L'Hér.
77. Erodium masguindalii Pau
78. Erodium medeense Batt.
79. Erodium meynieri Maire
80. Erodium micropetalum Boiss. & Hausskn.
81. Erodium microphyllum Pomel
82. Erodium moschatum (L.) L'Hér., kljunača
83. Erodium mouretii Pit.
84. Erodium munbyanum Boiss. ex Munby
85. Erodium nanum Blatt.
86. Erodium nervulosum L'Hér.
87. Erodium neuradifolium Delile ex Godr.
88. Erodium oreophilum Quézel
89. Erodium oxyrhinchum M.Bieb.
90. Erodium paui Sennen
91. Erodium pelargoniflorum Boiss. & Heldr.
92. Erodium praecox (Cav.) Willd.
93. Erodium pulverulentum (Cav.) Willd.
94. Erodium recoderi Auriault & Guitt.
95. Erodium reichardii (Murray) DC.
96. Erodium rodiei (Braun-Blanq.) Poirion
97. Erodium rupestre (Cav.) Guitt.
98. Erodium rupicola Boiss.
99. Erodium ruthenicum M.Bieb.
100. Erodium salzmannii Delile
101. Erodium sanguis-christi Sennen
102. Erodium saxatile Pau
103. Erodium schemachense Grossh.
104. Erodium sebaceum Delile
105. Erodium sibthorpianum Boiss.
106. Erodium somanum Pesmen
107. Erodium sosnowskianum Fed.
108. Erodium stellatum Delile
109. Erodium stephanianum Willd.
110. Erodium stevenii M.Bieb.
111. Erodium subintegrifolium Eig
112. Erodium sublyratum Samp.
113. Erodium tataricum Willd.
114. Erodium telavivense Eig
115. Erodium texanum A.Gray
116. Erodium tibetanum Edgew. & Hook.f.
117. Erodium tordylioides (Desf.) L'Hér.
118. Erodium touchyanum Delile ex Godr.
119. Erodium toussidanum Guitt.
120. Erodium trichomanefolium L'Hér.
121. Erodium trifolium (Cav.) Cav.
122. Erodium vetteri Barbey & Fors.-Major
123. Erodium × viscosum Salzm. ex Delile